# Aleksandr Schwartz
Aleksandr Schwartz, rus: Алекса́ндр Шварц (Sant Petersburg, 7 de juliol de 1874 - ?) fou un compositor rus. Estudia al conservatori de la seva ciutat natal i després en el de Leipzig (1899). El 1892 traslladà la seva residència a Berlín, on durant algun temps fou repetidor de l'Òpera Reial. Va compondre nombroses melodies vocals sobre texts de Nietzsche, Arno Holz, Richard Dehmel i Carmen Sylva; duets, nadales per a veus d'infant i piano (Weihnachtsgesang für 2-stimmigen Kinder- oder Frauenchor, Klavier, Violine, Cello und Harmonium ad lib : op. 8 b), i d'altres obres.